# آنتونیو بیدو
آنتونیو بیدو (ایتالیایی: Antonio Bido؛ زادهٔ ۸ ژانویهٔ ۱۹۴۹) فیلم‌نامه‌نویس و کارگردان فیلم اهل ایتالیا است.
از فیلم‌هایی که وی در آن‌ها نقش داشته‌است، می‌توان به فقط سیاهی و گربه چشم‌یشمی اشاره نمود.